# Alicja Derkowska
Alicja Maria Derkowska (ur. 1940) – polska działaczka społeczna i matematyczka.

## Życiorys
Uzyskała stopień naukowy doktora w zakresie matematyki. Była pracownikiem naukowym na Uniwersytecie Łódzkim. W 1975 przeprowadziła się do Nowego Sącza, współtworzyła regionalny oddział Polskiego Towarzystwa Matematycznego, którym kierowała przez kilka lat. Wykładała wówczas w lokalnym studium nauczycielskim. Zaangażowała się w działalność pierwszej „Solidarności”. Po wprowadzeniu stanu wojennego wraz z mężem stracili pracę, do końca lat 80. prowadzili wraz z wspólnikiem prywatny sklep. Jednocześnie Alicja Derkowska współpracowała z niejawnymi strukturami opozycji. Po przemianach politycznych otworzyła w Nowym Sączu prywatną szkołę.
W 1988 znalazła się wśród założycieli Małopolskiego Towarzystwa Oświatowego, którym przez szereg lat kierowała, a następnie została członkinią zarządu. MTO skupiło się na promowaniu innowacyjnych metod nauczania i demokratyzacji zarządzania szkołą. Organizacja ta była nagradzana m.in. w 2005 w Konkursie na Najlepszą Inicjatywę Obywatelską „Pro Publico Bono”. Zaangażowała się także w tworzenie sieci szkół na Bałkanach. W latach 90. Alicja Derkowska działała w Ruchu Obywatelskim Akcji Demokratycznej, Unii Demokratycznej i Unii Wolności. Weszła w skład władz World Movement for Democracy, została też członkinią Ashoki.

## Odznaczenia i wyróżnienia
W 2011 prezydent Bronisław Komorowski odznaczył ją Krzyżem Oficerskim Orderu Odrodzenia Polski. W 2004 wyróżniona nagrodą Polcul Foundation.